# Nikolaj Nikolajevič Polikarpov
Nikolaj Nikolajevič Polikarpov (rusky Николай Николаевич Поликарпов; 8. června 1892, vesnice Georgijevskoje, Orlovská gubernie – 30. července 1944, Moskva) byl sovětský letecký konstruktér.

## Život

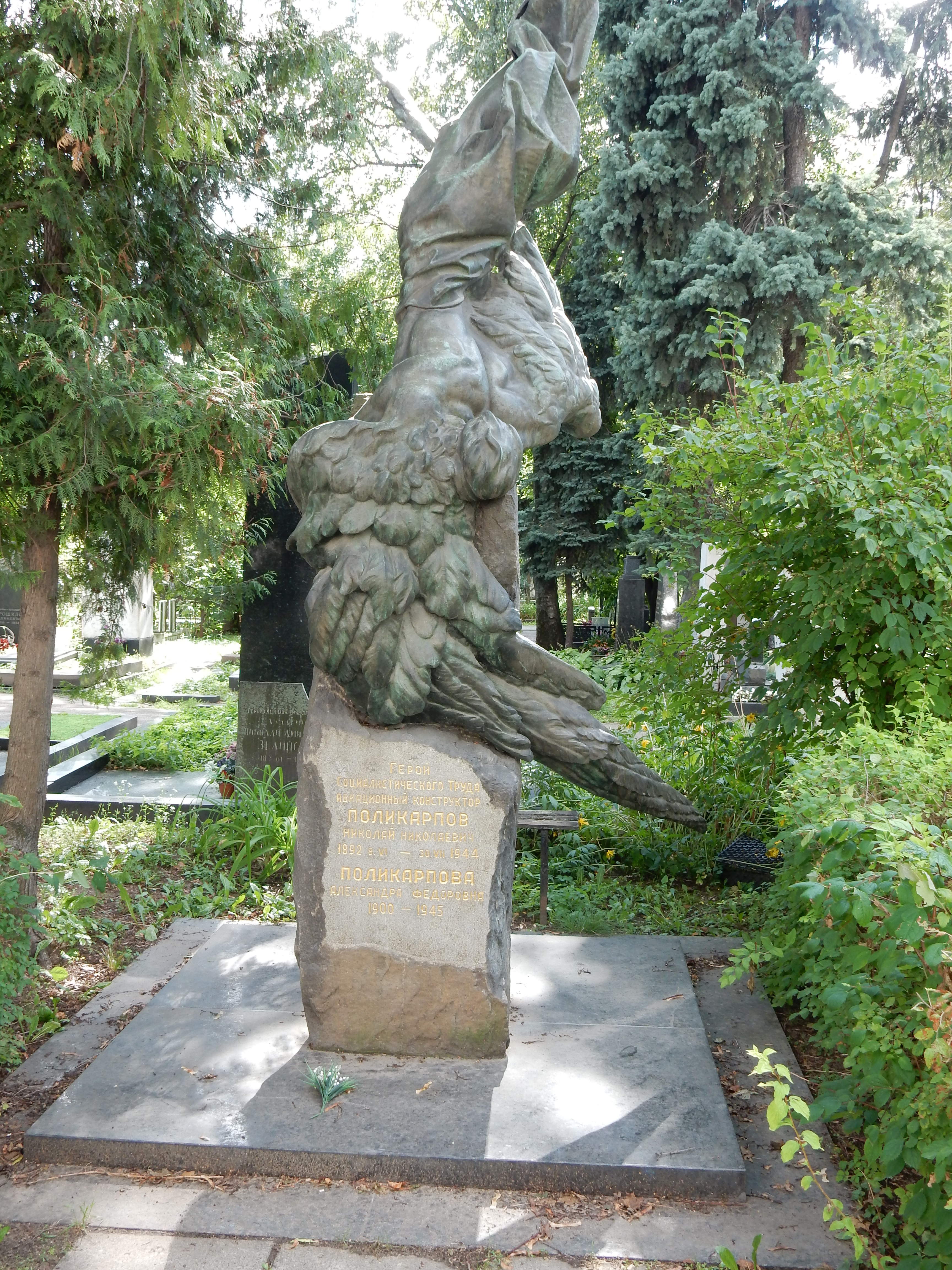
Náhrobek na Novoděvičím hřbitově

Po absolvování gymnázia ve městě Orel studoval v Petrohradě na Polytechnickém institutu mechaniku, konstrukci lodí a letadel. Po získání diplomu v roce 1916 nastoupil do místní továrny zabývající se stavbou lodí a letadel.
V březnu 1918 přešel do Moskvy na centrální správu vojenského letectva, kde byl zodpovědný za zavádění letadel do sériové výroby a výstavbu nových továren k jejich výrobě.
Od srpna toho roku přešel do továrny Dux, která byla v té době největší sovětskou společností vyrábějící letadla. Zde zodpovídal za konstrukci a zkoušky materiálů. Koncem roku byl letoun Dux R-1 (přestavba stroje De Havilland D.H.4) připraven k létání, avšak chyběly ještě motory.
Polikarpov se v roce 1919 stal členem Technické Komise vojenského letectva a pracoval zde v několika výborech. V lednu převzal Polikarpov konstrukční kancelář vytvořenou z bývalých pracovníků zrušené firmy Dux. Vyvíjela se tu menší verze letounu Dux R-1 vybavená motory Liberty 12. První vlastní konstrukcí byla stíhačka Polikarpov I-1, samonosný jednoplošník. Protože Polikarpov nebyl členem komunistické strany, byl za krátký čas této vedoucí funkce zbaven.
V říjnu 1929 byl Polikarpov uvězněn a odsouzen k trestu smrti. Po dvou letech čekání na vykonání rozsudku byl přemístěn do speciální konstrukční kanceláře OGPU (známé jako šaraška) ve věznici Butyrka a rozsudek byl změněn na 10 let nucených prací. V červnu 1931 byl na základě amnestie společně s dalšími odsouzenými propuštěn. V Butyrce společně s Dmitrijem P. Grigorovičem pracoval na vývoji letounu Polikarpov I-5. V dalších letech pracoval i v konstrukční kanceláři Andreje Tupoleva.
Nikolaj Nikolajevič Polikarpov zemřel v roce 1944 na následky rakoviny žaludku.
Rehabilitován byl v roce 1956.

## Ocenění
- Polikarpov obdržel četná sovětská vyznamenání a ocenění včetně Stalinovy ceny (1941, 1943) a titulu Hrdina socialistické práce (1940). Dvakrát získal i Leninův řád.
- Ve městě Orel mu byl postaven památník, pamětní desky jsou umístěny na místech, kde žil.
- Po N. N. Polikarpovovi je pojmenován štít na Pamiru a náměstí a ulice v různých ruských městech.

## Letadla N. N. Polikarpova
Nejznámějšími typy Polikarpovových strojů jsou Polikarpov Po-2 (1927), I-15 a Polikarpov I-16 (1933), první moderní stíhač se zatahovacím podvozkem. Polikarpov se podílel na vývoji téměř 70 různých typů letadel. V roce 1943 se stal profesorem na Centrálním aerodynamickém institutu.

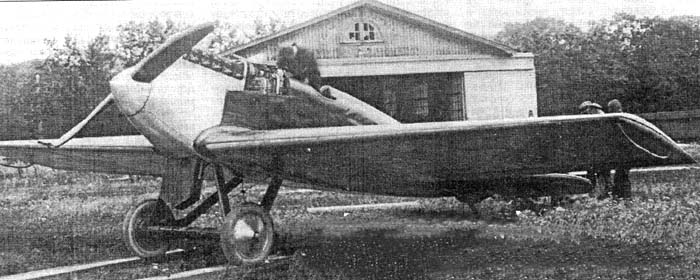
I-1
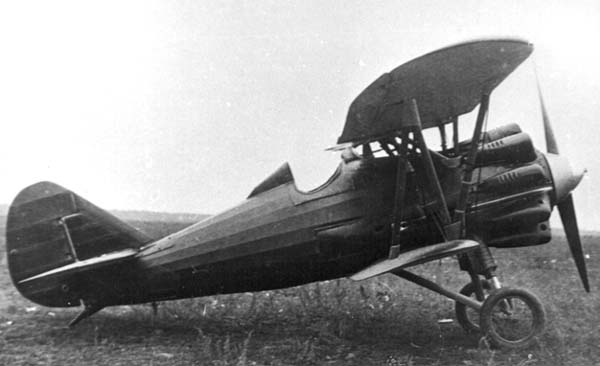
I-5
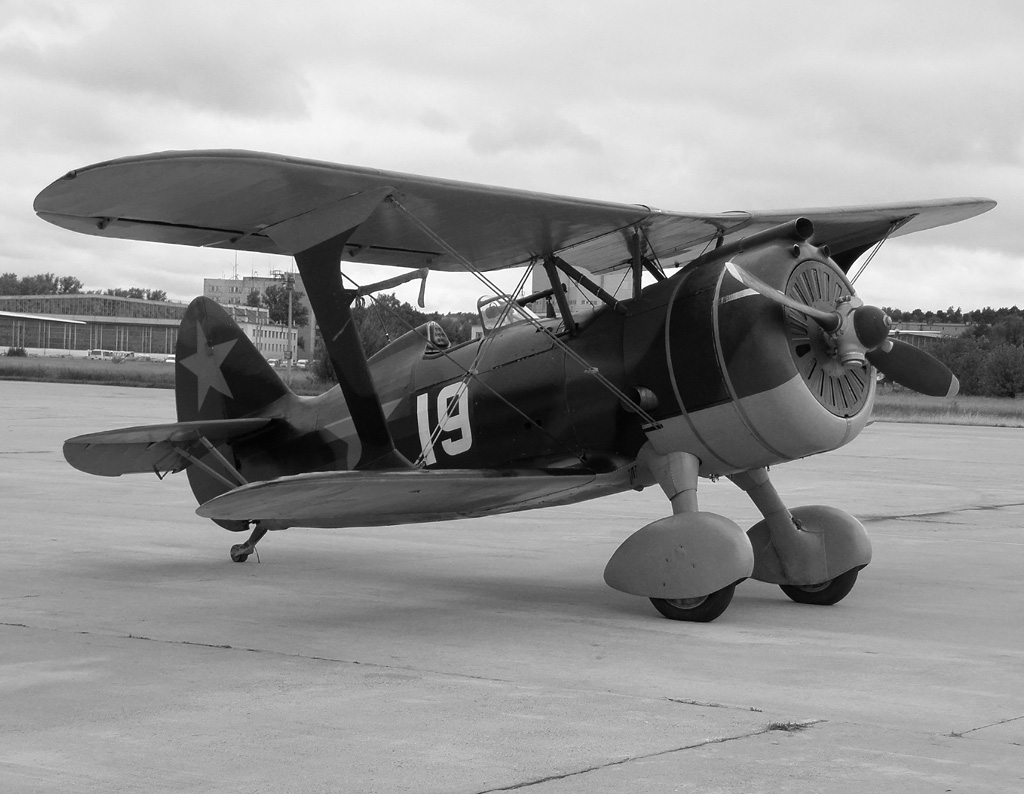
I-15
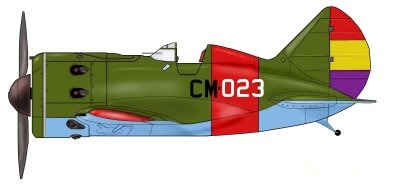
I-16
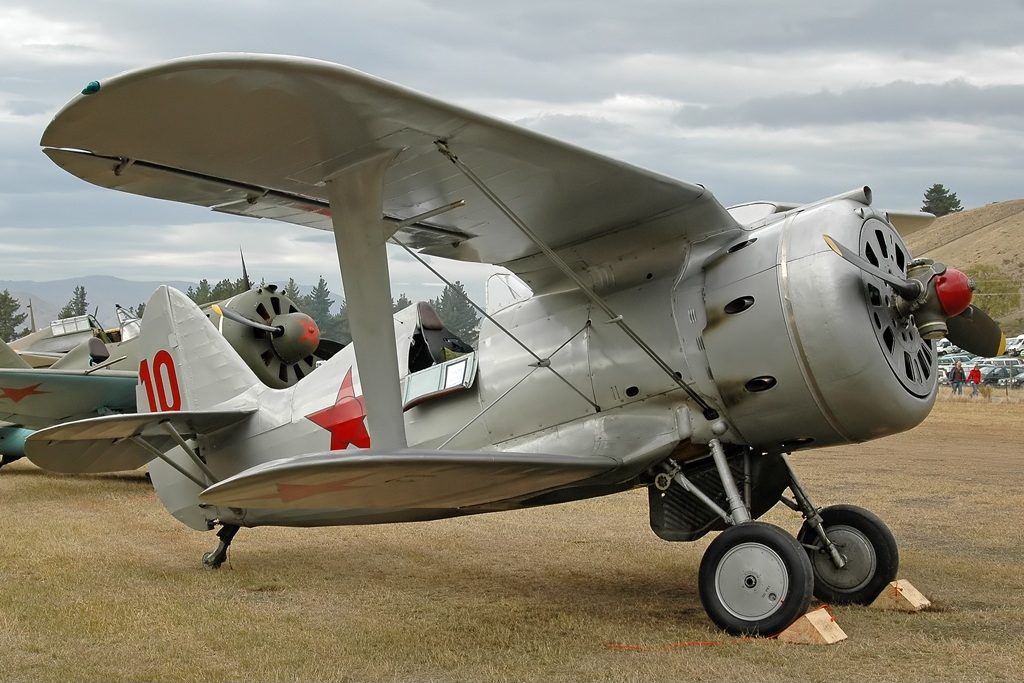
I-153
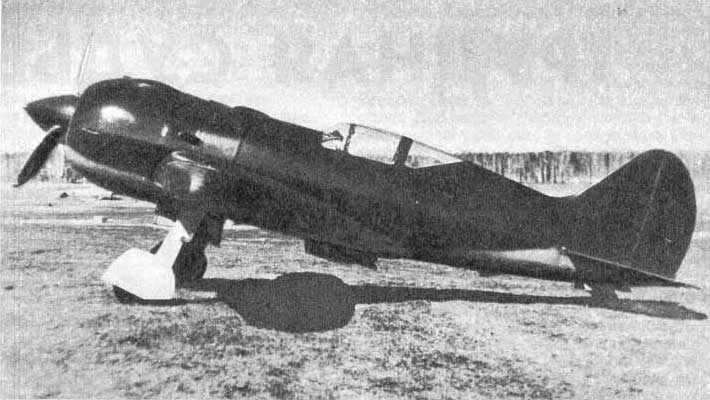
I-185
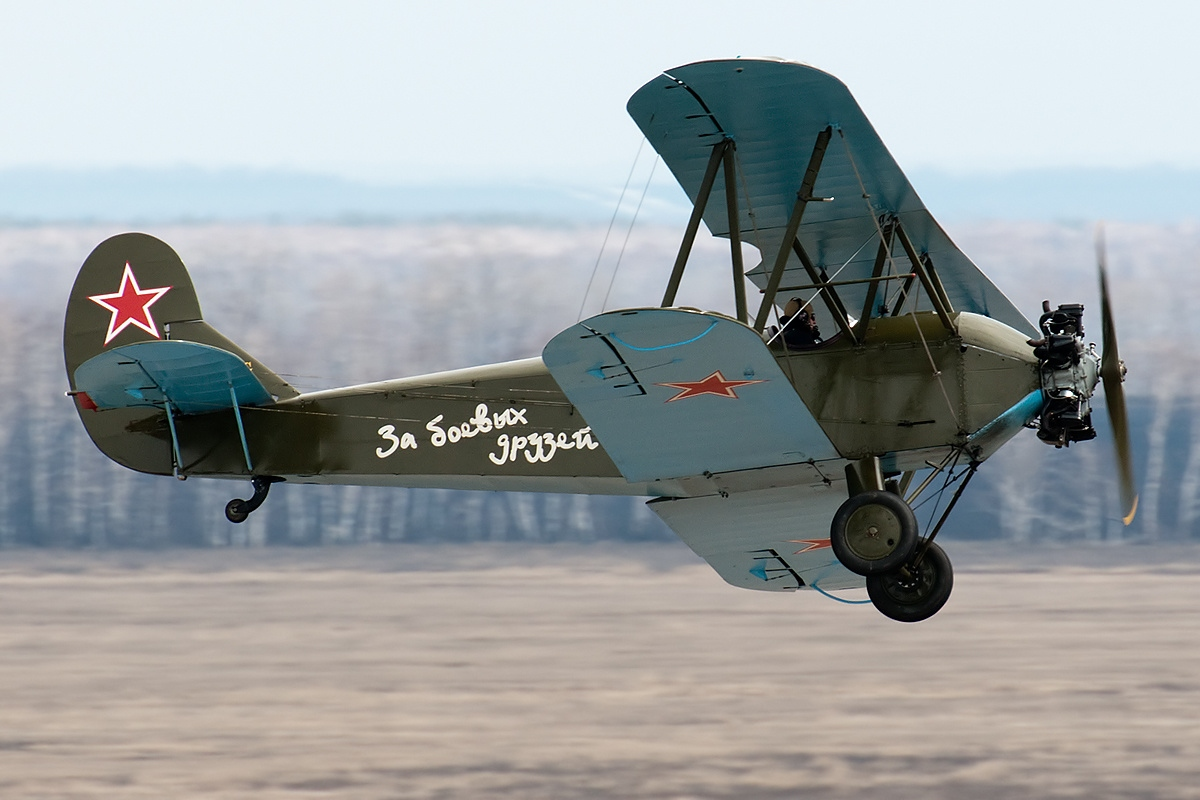
Po-2